# Gâteau de Verviers
Le gâteau de Verviers (mitcho en wallon) est une spécialité pâtissière de la ville de Verviers et de sa région,.
Il se compose d'une pâte levée riche en beurre et œufs (brioche), et du sucre perlé. On le confectionne avec des amandes effilées et parfois avec des macarons.
Il convient pour le petit déjeuner ou le goûter avec du chocolat chaud ou comme dessert.
Le Jeudi saint, le gâteau de Verviers devient traditionnellement la lunette de Verviers, adoptant une forme différente du gâteau habituel.